# シトラスの風
ロマンチック・レビュー『シトラスの風』（シトラスのかぜ）は1998年、宝塚歌劇団宙組で初演されたレビュー作品。ロマンチック・レビュー第12弾。作・演出は岡田敬二。

## 上演記録
1998年（宙組・初演）
*3月27日 - 5月11日　宝塚大劇場公演
*7月11日 - 8月17日　TAKARAZUKA1000days劇場公演
形式名は「住友VISAシアター　ロマンチック・レビュー」。24場。
1998年に創設された宙組（そらぐみ）の第一回公演であり、姿月あさと、花總まりのトップコンビ御披露目・第84期初舞台公演として上演。
併演作は『エクスカリバー』。
2014年（宙組）
『シトラスの風II』のタイトルで、2月4日（火）から2月28日（金）まで中日劇場にて凰稀かなめ主演で再演。
形式名は「ロマンチック・レビュー」。
併演作は『ロバート・キャパ 魂の記録』。
2015年（宙組）
『シトラスの風III』のタイトルで、全国ツアー公演として朝夏まなと主演で再演。
形式名は「ロマンチック・レビュー」。
併演作は『メランコリック・ジゴロ -あぶない相続人-』。
| 公演日        | 公演場所                                                          |
| 10月10日 (土) | 梅田芸術劇場・メインホール（大阪府）                              |
| 10月11日 (日) | 梅田芸術劇場・メインホール（大阪府）                              |
| 10月12日 (月) | 梅田芸術劇場・メインホール（大阪府）                              |
| 10月15日 (木) | 島根県芸術文化センター「グラントワ」                              |
| 10月17日 (土) | 日本特殊陶業市民会館フォレストホール （名古屋市民会館）（愛知県） |
| 10月18日 (日) | 日本特殊陶業市民会館フォレストホール （名古屋市民会館）（愛知県） |
| 10月20日 (火) | 金沢歌劇座（石川県）                                              |
| 10月21日 (水) | 金沢歌劇座（石川県）                                              |
| 10月22日 (木) | オーバード・ホール（富山県）                                      |
| 10月24日 (土) | オリンパスホール八王子（東京都）                                  |
| 10月25日 (日) | 市川市文化会館（千葉県）                                          |
| 10月27日 (火) | まつもと市民・芸術館（長野県）                                    |
| 10月28日 (水) | コラニー文化ホール （山梨県立県民文化ホール）                     |
| 10月30日 (金) | 新潟県民会館                                                      |
| 10月31日 (土) | 會津風雅堂（福島県）                                              |
| 11月1日 (日)  | 南陽市文化会館（山形県）                                          |
| 11月3日 (火)  | 由利本荘市文化交流館カダーレ（秋田県）                            |
| 11月5日 (木)  | 北上さくらホール（岩手県）                                        |
| 11月7日 (土)  | ニトリ文化ホール （旧・北海道厚生年金会館）（北海道）             |
| 11月8日 (日)  | ニトリ文化ホール （旧・北海道厚生年金会館）（北海道）             |
| ------------- | ----------------------------------------------------------------- |

2018年（宙組）
『シトラスの風-Sunrise-～Special Version for 20th Anniversary～』のタイトルで、3月16日(金)から4月23日(月)まで宝塚大劇場にて、5月11日(金)から6月17日まで東京宝塚劇場にて再演。
真風涼帆・星風まどかトップコンビの大劇場お披露目公演。
形式名は「ロマンチック・レビュー」。
併演作は『天は赤い河のほとり』。

## 場面（1998年のデータ）
第一章　オープニング
- 音楽：吉崎憲治
- 振付：羽山紀代美

中央にピラミッド型の階段。緑、紫、青、黄色等の衣装を着た大勢のシトラスの男女が踊りだす。ピラミッドのセットが割れると、シトラスの青年が登場し、歌い継ぎ、大合唱をする。銀橋でシトラスの歌手3人が「夢・アモール」を歌いながら踊る。
- シトラスの歌手S1 - 姿月あさと
- シトラスの歌手S2 - 和央ようか
- シトラスの歌手S3 - 湖月わたる
- シトラスの乙女S - 花總まり

第二章　花占い
- 音楽：吉崎憲治
- オリジナル振付：司このみ
- 振付助手：名月かなで

マーガレットの花を持った少女が現れ、「好き、嫌い」と花占いをする。すると、マーガレットの花の精が少女と戯れ、踊り始める。
- 花占いの少女 - 花總まり
- デイジーA - 夏河ゆら、寿つかさ

<間奏曲>
- 音楽：高橋城
- 振付：御織ゆみ乃

パッションシンガーが歌う。
- パッションシンガー - 和央ようか

第三章　そよ風と私
- 音楽：高橋城
- 振付：大谷盛雄

強烈なラテンのリズムが聞こえてくる。キューバンスタイルの男女がリズムにのって、踊る。
- そよ風の歌手S1 - 姿月あさと
- そよ風の歌手S2 - 和央ようか
- そよ風の歌手S3 - 湖月わたる
- そよ風の女歌手S1 - 花總まり
- そよ風の女歌手S2 - 陵あきの
- そよ風の女歌手S3 - 夏河ゆら
- そよ風の歌手（女） - 出雲綾

第四章　ノスタルジア
- 音楽：甲斐正人
- 振付：羽山紀代美

社交界の花、マチルドがサロンに登場すると、大勢の令嬢に囲まれてプレイボーイのセバスチャンが現れる。セバスチャンはマチルドのパトロンである。そこへ、将軍姿のヴィットリオが登場。ヴィットリオとマチルドは惹かれるあうが、セバスチャンが仲を裂く。
- ヴィットリオ - 姿月あさと
- マチルド - 花總まり
- セバスチャン - 和央ようか

第五章　誕生
- 音楽：吉崎憲治
- オリジナル振付：つかさこのみ
- 振付助手：名月かなで

メカニックな歯車等の中に、トンボ、蝶等が組み込まれているセットの場面。仮面をつけた男女が人間疎外、断絶感を踊る。やがて一人の娘の温もりを感じた時、仮面がはずれ、若々しい双葉が芽を出す。この世界に生きることの素晴らしさに喜びあふれ、卵から孵化した雛鳥達が新しい世界に飛び立っていく。
- 歌手、バードの歌手A  - 出雲綾、湖月わたる
- マスクの男A - 希佳
- マスクの女A - 朝海ひかる
- 誕生の歌手 - 姿月あさと
- バード（兄） - 和央ようか
- バード（妹） - 花總まり

第六章　ザ・ロケット
- 音楽：高橋城
- 振付：山田卓
- 振付助手：御織ゆみ乃

火の鳥（ファイアー・バード）をイメージしたコスチュームの初舞台生39人のロケット・ダンス
- ロケット - 仙堂花歩、芽映はるか、麻樹ゆめみ、音月桂、舞城のどか、未涼亜希、遠野あすか、北翔海莉、桐生園加、白羽ゆり、他

第七章　明日へのエナジー
- 音楽：甲斐正人
- 振付：謝珠栄

明日を目指す若者達の強烈なエネルギーを、ゴスペルソングにのせて表現する。
- ゴスペルの歌手S1 - 姿月あさと
- ゴスペルの歌手S2 - 和央ようか
- ゴスペルの歌手S3 - 湖月わたる

第八章　フィナーレ
- 音楽：吉崎憲治、宮原透
- 振付：御織ゆみ乃

「夢・アモール」の歌でデュエット・ダンスが踊られた後、グランド・パレードになる。
- ゴールデン・デュエット（男） - 姿月あさと
- ゴールデン・デュエット（女） - 花總まり
- フィナーレの紳士S1 - 姿月あさと
- フィナーレの紳士S2 - 和央ようか
- フィナーレの紳士S3 - 湖月わたる
- フィナーレの淑女S - 花總まり
- エトワール - 陵あきの

## 主な出演者
1998年宝塚大劇場・TAKARAZUKA1000days劇場公演
- 姿月あさと
- 花總まり
- 和央ようか
- 湖月わたる
- 朝海ひかる
- 夢輝のあ

2014年中日劇場公演
- 凰稀かなめ
- 実咲凜音
- 蓮水ゆうや
- 七海ひろき

2015年全国ツアー公演
- 朝夏まなと
- 実咲凜音
- 真風涼帆
- 愛月ひかる

2018年宝塚大劇場・東京宝塚劇場公演
- 真風涼帆
- 星風まどか
- 芹香斗亜
- 愛月ひかる

## スタッフ

### 1998年
※氏名の後ろに「宝塚」、「東京」の文字がなければ両公演共通。
- 作・演出：岡田敬二[1]
- 作曲[11]・編曲[11]：吉崎憲治、高橋城、甲斐正人、宮原透
- 音楽指揮：小高根凡平[11]
- 振付[11]：羽山紀代美、山田卓、謝珠栄、大谷盛雄、御織ゆみ乃、司このみ
- 装置：大橋泰弘[11]
- 衣装：任田幾英[11]
- 照明：勝柴次朗[11]
- 音響：加門清邦[11]
- 小道具：万波一重[11]
- 効果：切江勝[11]
- 訳詞：平野恵子[11]
- 歌唱指導：楊淑美[11]
- 演出助手[11]：荻田浩一、植田景子
- 振付助手[11]：伊賀裕子、名月かなで、若央りさ
- 装置補：新宮有紀[11]
- 衣装補：河底美由紀[11]
- 舞台進行：森田智広[11]
- 舞台監督[12]：藤村信一（東京）、波紫衛（東京）、高野克己（東京）、中村兆成（東京）
- 制作[11]：久保孝満、木場健之
- 演奏：宝塚管弦楽団[11]
- 協賛：株式会社 住友クレジットサービス[11]
- 特別協賛：VISAジャパングループ[11]
- 制作・著作：宝塚歌劇団